# Amerotyphlops tenuis
Amerotyphlops tenuis — вид змій родини сліпунів (Typhlopidae). Мешкає в Мексиці і Гватемалі.

## Поширення і екологія
Amerotyphlops tenuis поширені від центрального Веракрусу, крайнього північного сходу Оахаки і півдня Табаско на південний схід через Чіапас до Гватемали. Вони живуть у вологих тропічних лісах, на полях, плантаціях і в садах. Зустрічаються на висоті до 800 м над рівнем моря.